# Jeladri
Jeladri is een bestuurslaag in het regentschap Pasuruan van de provincie Oost-Java, Indonesië. Jeladri telt 1981 inwoners (volkstelling 2010).